# Suintila
Suintila, död 635, var kung i västgotiska riket från 621 till 631. 